# Ариаке (залив)
Ариа́ке (яп. 有明海 ариакэ-кай, «Море Ариаке») — мелкий полузакрытый залив на западе Кюсю, на японском побережье Восточно-Китайского моря. На его берегах располагаются префектуры Фукуока, Сага, Нагасаки и Кумамото.
Площадь водосборного бассейна — 8400 км². В залив выходят множество речных эстуариев, общий объём выносимых в залив отложений составляет около 440 тыс. тонн в год.
Площадь залива составляет около 1700 км², длина — 96 км, средняя ширина — 18 км. Для залива характерна амплитуда прилива в 3-6 м, самая большая в Японии. Также в заливе расположены крупнейшие в Японии ватты, составляющие около 40 % территории всех ваттов страны. Глубина залива не превышает 20 м.
На юге переходит в залив Симабара.
Прибрежная часть залива площадью 726 км² считается экологически или биологически значимой морской зоной (яп. 生物多様性の観点から重要度の高い海域), охраняется множество видов рыб, беспозвоночных и птиц.